# 1830er
Portal Geschichte | Portal Biografien | Aktuelle Ereignisse | Jahreskalender | Tagesartikel

◄ |
18. Jh. |
19. Jahrhundert
| 20. Jh. | ►

◄ |
1800er |
1810er |
1820er |
1830er
| 1840er | 1850er | 1860er | ►

1830 |
1831 |
1832 |
1833 |
1834 |
1835 |
1836 |
1837 |
1838 |
1839

## Ereignisse

### Europa
- 1830: Europäisches Revolutionsjahr 1830.
- 1832: Hambacher Fest.
- 1834: Der schwedische König verfügt die strikte Neutralität. Künftig hält sich Schweden aus Konflikten raus, auch aus den Weltkriegen.
- 1836: Der Bund der Gerechten wird gegründet.

### Amerika
Südamerika
- Simón Bolívar stirbt in Cartagena.
- Großkolumbien zerfällt: Venezuela wird am 6. Mai 1830 unabhängig, eine Woche später folgt Ecuador.

Vereinigten Staaten 

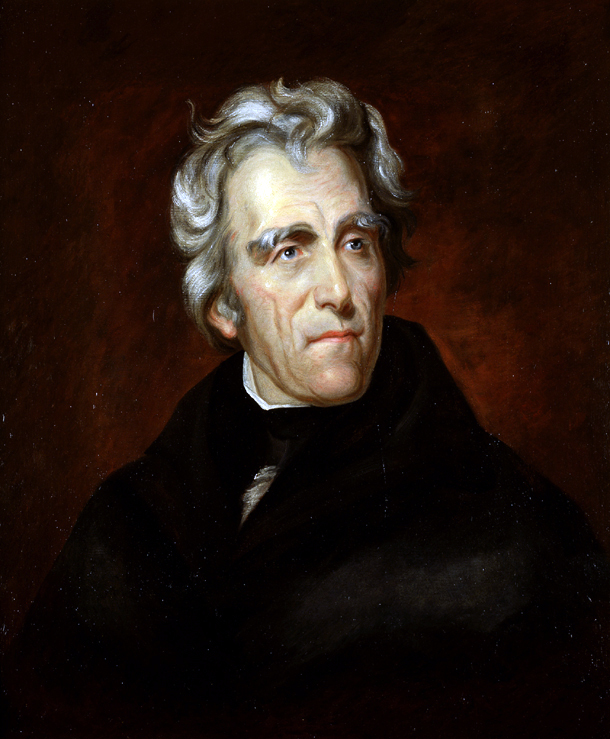
Präsident Andrew Jackson unterzeichnete am 28. Mai 1830 den Indian Removal Act. Gemälde von Thomas Sully, Ausstellungsort unbekannt

In den 1830er Jahren setzte sich eine Entwicklung fort, die sich bereits in den 1820er Jahren abzeichnete: Das Verhältnis zwischen „weißen“ Siedlern und Indianern wandelte sich. Letztere wurden nicht mehr als Vertragspartner anerkannt. Im Jahr 1830 brach der 1829 zum Präsidenten gewählte Andrew Jackson mit der bisherigen Indianerpolitik. Er setzte auf eine Vertreibung der indianischen Stämme hinter den Mississippi. Zu diesem Zweck bestätigte ihm der Kongress den Indian Removal Act. Das Gesetz legalisierte den Einsatz von Waffengewalt, um die Umsiedlung der Indianer durchzusetzen. Teils fügten sich die Stämme dem Druck Washingtons, teils reagierten sie mit Widerstand. Die langen Fußmärsche in die vorgesehenen Reservate – bekannt als Pfad der Tränen – kosteten tausenden Native Americans das Leben und machte die folgenden 1830er Jahre im Rückblick neben den 1870er Jahren zu einem Katastrophenjahrzehnt für die Indianer.
Um 1830 setzte sich die Siedlungsbewegung nach Westen fort. An der Ostküste und im Ohiotal hatten Siedler die fruchtbarsten Landflächen bereits in Besitz genommen. Daher drängten viele Amerikaner nun über den Mississippi weiter westwärts.
- 1831: Sklavenaufstand in Virginia unter Nat Turner; Gründung der New England Anti-Slavery Society.

### China
Um 1830 begann der britische Opiumhandel zunehmend die chinesische Wirtschaft zu ruinieren. Die East India Company importierte jährlich 18000 Kisten der Droge nach China. Etwa dreißig Jahre zuvor waren es noch „lediglich“ 4000 Kisten pro Jahr. Der Drogenkonsum kehrte den bisherigen Warenaustausch zwischen Europa und Südostasien um. Zuvor tauschten die Europäer ihre Silbermünzen gegen Porzellan, Seide und Tee aus China ein. Nun jedoch wanderte mit dem Opium einseitig Silber nach Westen ab. Der Geldverlust lähmte die chinesischen Staatsfinanzen. Gleichzeitig bewirkte der Konsum der Rauschdroge einen Kollaps der Verwaltung und eine Zunahme an Korruption. Obwohl die chinesische Regierung mehrfach den Import von Opium untersagte, setzten sich die Briten darüber hinweg. Schließlich sollte diese Auseinandersetzung 1839 in den Ersten Opiumkrieg münden.

### Japan
In Japan fand 1830 eine Wallfahrt zu den Ise-Schreinen statt. Obwohl solche Pilgerreisen sich etwa alle 60 Jahren wiederholten, gehörte diejenige von 1830 zu den drei größten ihrer Art in der japanischen Edo-Zeit. Angeblich machten sich 5 Millionen Pilger auf den Weg nach Ise. In durchschnittlichen Jahren waren es lediglich 300.000 bis 400.000 Personen.

### Australien
In Australien steigerten sich in den 1820er und 1830er Jahren die Konflikte zwischen Aborigines und britischen Siedlern. Ursächlich hierfür war der Umstand, dass die Weidewirtschaft der „Weißen“ die natürlichen Ressourcen der als Jäger und Sammler lebenden Ureinwohner in Mitleidenschaft zog. Aus Europa eingeschleppte Krankheiten dezimierten die Zahl der Aborigines zunehmend. Die Ureinwohner demonstrierten aber auch Widerstand gegen die Briten. Im Jahr 1828 registrierte der Gouverneur auf der Insel Tasmanien 22 gewaltsame Vorkommnisse innerhalb eines Monats. Er erklärte den Kriegszustand und griff im Jahr 1830 zu einer Vertreibungsstrategie, der sogenannten Black Line: 3000 bewaffnete Männer bildeten eine Linienformation quer über die Insel und drängten auf ihrem Vormarsch Aborigines an die südliche Küste. Die Bilanz der Aktion fiel dennoch gering aus, da nur zwei Einheimische aufgegriffen werden konnten. Hingegen fanden vier Siedler den Tod. Ebenfalls im Jahr 1830 entdeckte der Kapitän Charles Sturt einen Landweg zur Mündung des Murray River.

### Wissenschaft
- Samuel Morse: Schreibtelegrafie
- Matthias Schleiden, Theodor Schwann: Zelltheorie

## Persönlichkeiten
- Louis-Philippe I., König von Frankreich
- Marie-Joseph Motier, Marquis de La Fayette, französischer Politiker
- Ferdinand I., Kaiser in Österreich-Ungarn
- Ferdinand VII., König von Spanien
- Maria II., Königin von Portugal
- Friedrich Wilhelm III., König von Preußen
- Gregor XVI., Papst
- Nikolaus I., Zar in Russland
- Victoria, Königin des Vereinigten Königreiches von Großbritannien und Irland
- Robert Peel, Premierminister des Vereinigten Königreiches von Großbritannien und Irland
- William Lamb, 2. Viscount Melbourne, Premierminister des Vereinigten Königreiches von Großbritannien und Irland
- Martin Van Buren, Präsident in den Vereinigten Staaten
- Andrew Jackson, Präsident in den Vereinigten Staaten
- Mohammed Schah, Schah in Persien
- Ninkō, Kaiser von Japan
- Daoguang, Kaiser von China

## Film- und Unterhaltungsbezug
- Das historische PC-Strategiespiel Victoria (Paradox Entertainment – 2004) setzt im Jahr 1836 an.
- Der Film Amistad von Steven Spielberg beginnt im Jahr 1837.